# ديفيد أوستين (مغني)
ديفيد أوستين (بالإنجليزية: David Austin)‏ هو مغني وكاتب أغاني ومنتج أسطوانات بريطاني، ولد في 14 يوليو 1962.